# Okobo
Okobo (おこぼ Okobo), còn được gọi là pokkuri, bokkuri hay koppori geta (là tất cả những từ tượng thanh miêu tả tiếng do okobo phát ra khi bước đi), là loại dép gỗ truyền thống của Nhật Bản được các bé gái và phụ nữ độc thân đeo trong lễ Shichi-Go-San và Lễ Thành niên. Nó cũng được đeo bởi các Maiko (Geisha tập sự) tại một số vùng của Nhật Bản.
Okobo thường được làm từ khối gỗ rắn lấy từ cây paulownia, loại gỗ phong mềm bản địa của vùng Đông Á và thường được canh tác ở đó. Okobo cao từ 10–15 cm (3,9–5,9 in), và có thể thêm họa tiết trang trí, được sơn mài đen hoặc được mài cho phẳng hơn; Okobo được mài phẳng sẽ không cần phải cho thêm sáp. Okobo được giữ trên bàn chân của người sử dụng bằng một loại dây đeo được gọi là hanao, được làm bằng cách thắt nút sợi dây rồi vòng qua lỗ đã được khoan từ trước – một sợi ở phía trước đôi dép, xỏ xuyên qua mặt gỗ phía dưới, và hai sợi sau được luồn vào điểm giữa của khối gỗ đó. Phần giữa của dép sẽ được khoan ra, để rỗng và những sợi hanao sẽ được luồn vào phần rỗng. Nút dây thắt phía trước có thể được gắn thêm một chiếc chuông nhỏ, và phần lỗ thường được bịt kín bằng một nút kim loại gọi là maegane (前金, nghĩa đen: 前 mae (tiền), "phía trước" + 金 kane (kim), "kim loại"). Ở những loại okobo nhỏ hơn, chiếc chuông sẽ được giữ bởi hai nút dây hanao được buộc phía sau.

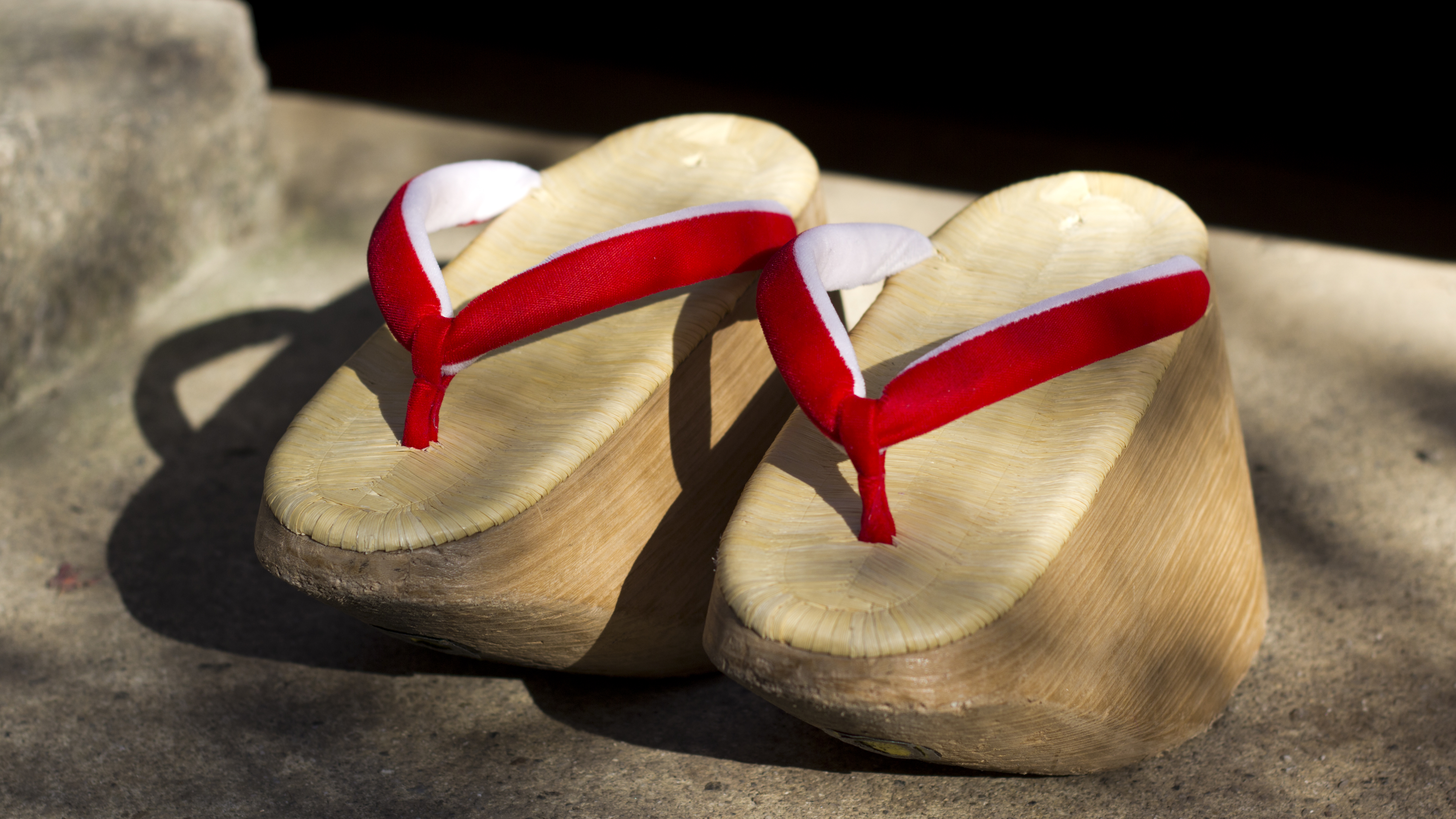
Một đôi okobo với mặt trên được đan bằng tre

Các okobo dành cho Maiko thường cao hơn loại thông thường, với chiều cao từ 13–15 cm (5,1–5,9 in), và thường không có lớp sơn bên ngoài; vào mùa hè, Okobo của họ sẽ được sơn mài đen trơn. Loại okobo dành cho các cô gái trẻ và phụ nữ thường thấp hơn và được sơn mài với nhiều màu sắc ở hai bên giày. Còn loại Okobo được dùng cho buổi lễ Shichi-Go-San có thể có vải gấm trang trí bên ngoài, với phần mặt đế được đan bằng tre (được gọi là tatami omote).
Dây đai Hanao có thể làm từ mọi nguyên liệu phù hợp với phụ nữ và các bé gái, mặc dù chúng thường được làm từ vải thổ cẩm, nhung, lụa và lụa Polyester. Đối với các geisha tập sự, hanao luôn được làm từ vải trơn, với màu sắc tượng trưng cho giai đoạn học nghề của họ: Dây đai đỏ dành cho những người mới học việc, trong khi dây đai vàng được đeo bởi những người học việc lâu năm và sắp hoàn thành giai đoạn tập sự.

## Thư viện hình ảnh

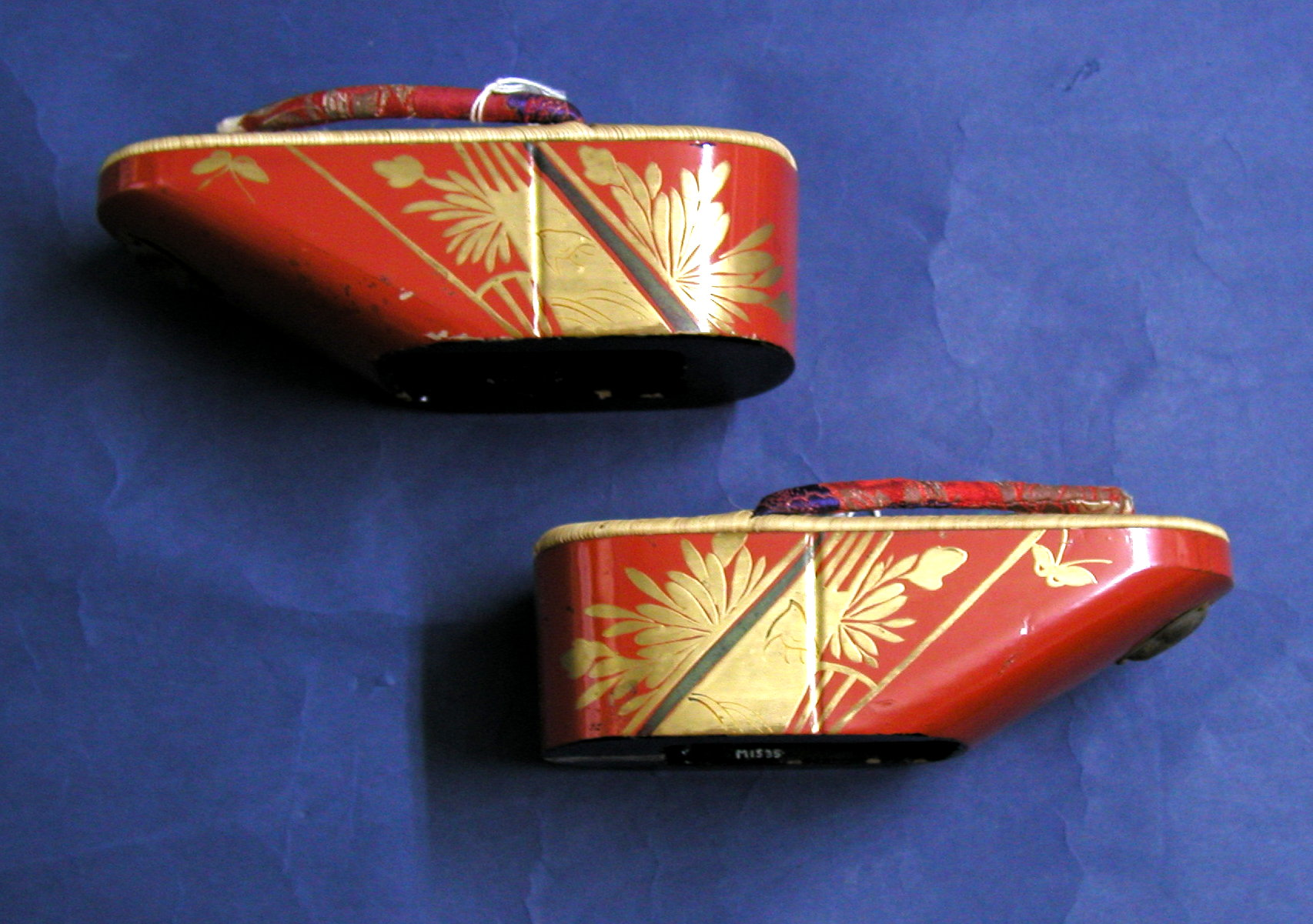
Mặt bên của một cặp khác. Hanao được may từ vải thổ cẩm màu đỏ-vàng-xanh lá cây, gỗ sơn mài đỏ với trang trí vàng và xanh lục
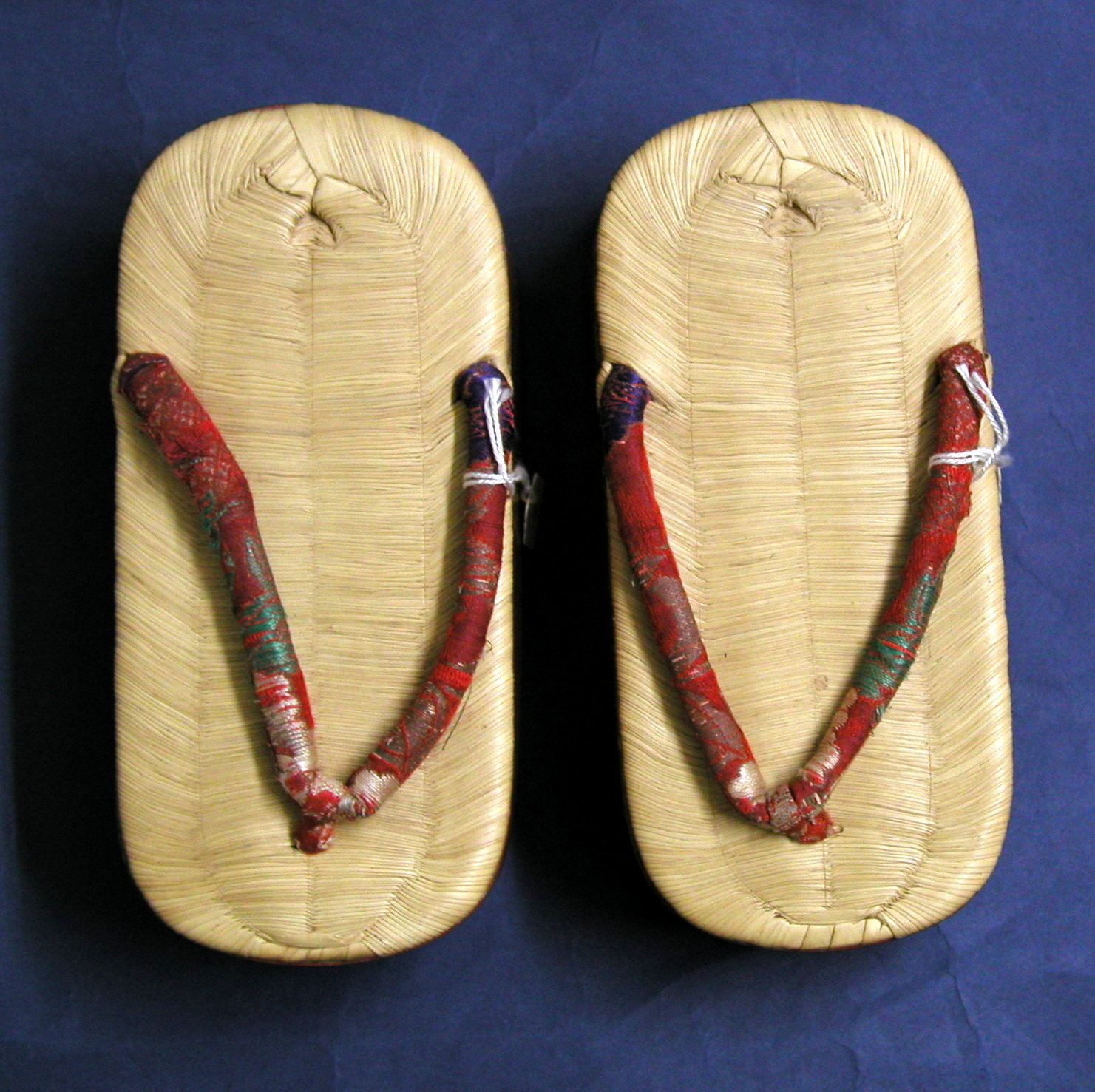
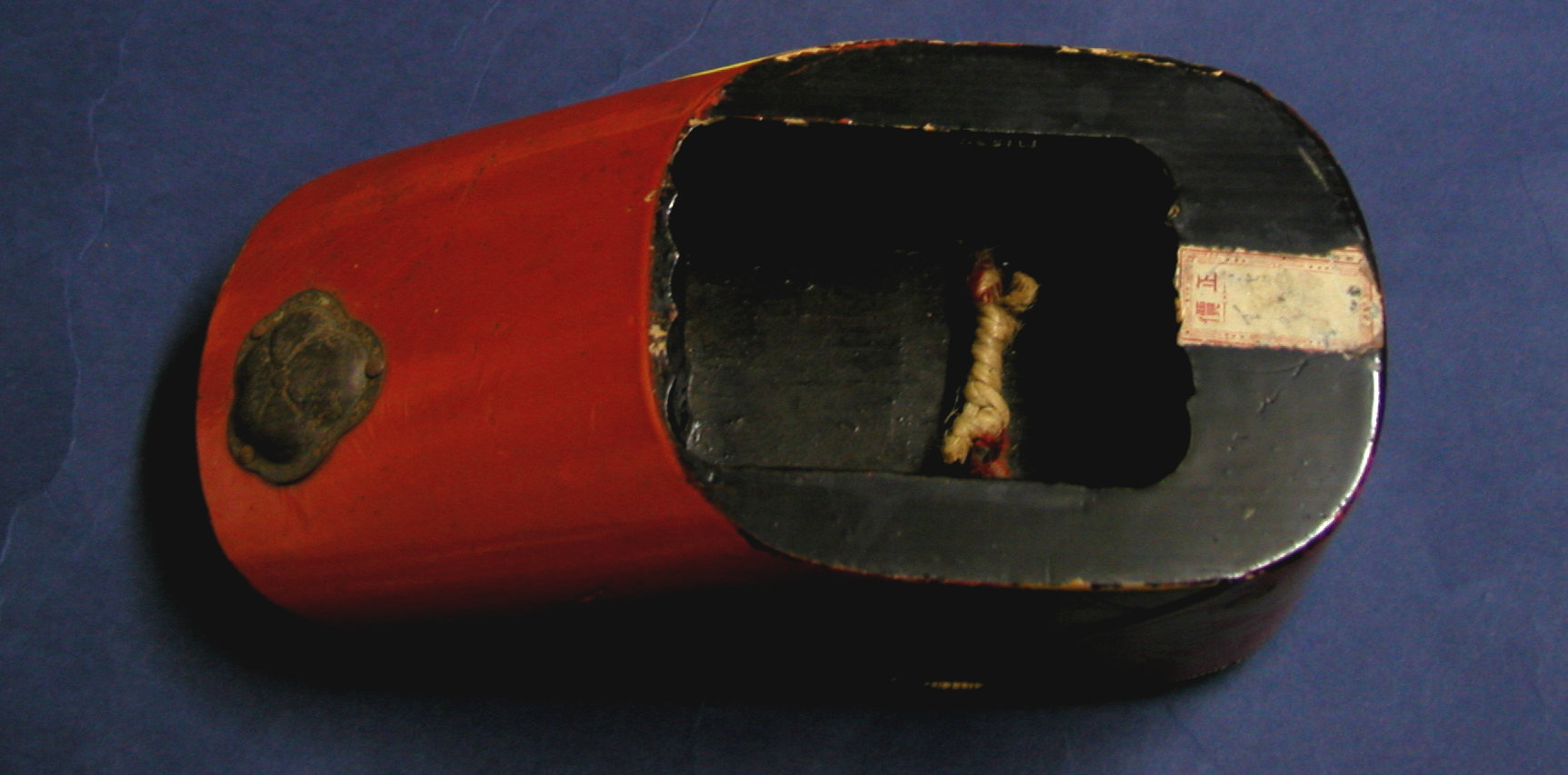
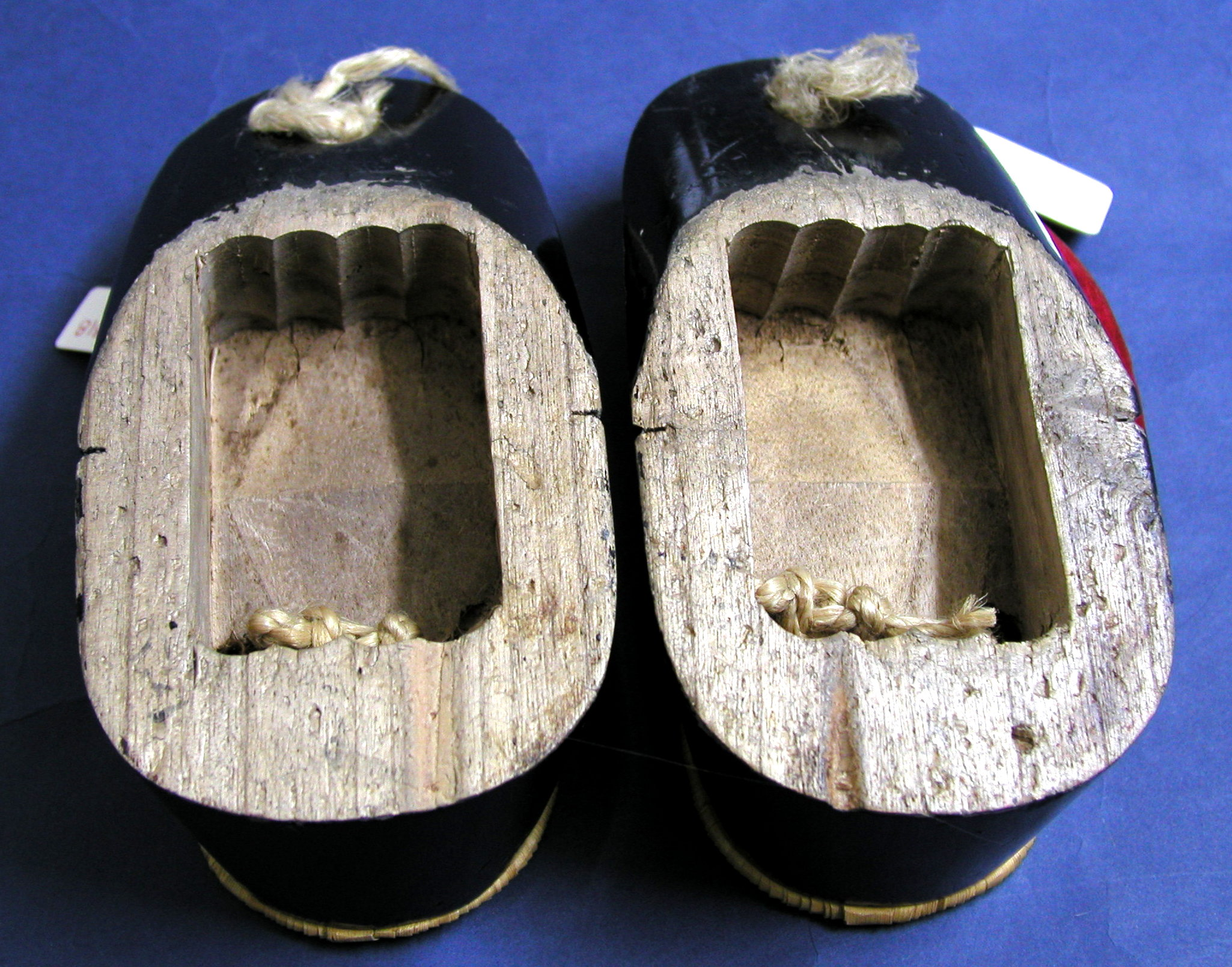
Một cặp Okobo khi không có Maegane